# Liga najgłupszych dżentelmenów
Liga najgłupszych dżentelmenów (hiszp. La gran aventura de Mortadelo y Filemón) – hiszpański film komediowy z 2003 roku w reżyserii Javiera Fessera. Zdjęcia kręcono w Gijón, Walencji oraz w regionie Madrytu.

## Obsada
- Benito Pocino – Mortadelo
- Pepe Viyuela – Filemón Pí
- Dominique Pinon – Fredy Mazas
- Paco Sagárzazu – Calimero
- Mariano Venancio – Super
- Janfri Topera – Profesor Bacterio
- Berta Ojea – Ofelia

## Wersja polska
Opracowanie i udźwiękowienie: STUDIO SONORIA

Reżyseria: Ilona Kuśmierska

Dialogi: Joanna Kuryłko

Tekst piosenki: Oskar Wajnert

Dźwięk i montaż: Sebastian Kaliński

Kierownictwo produkcji: Dorota Suske

W wersji polskiej wystąpili:
- Wojciech Paszkowski – Mortadelo
- Mieczysław Morański – Filemón Pí
- Zbigniew Suszyński – Fredy Mazas
- Włodzimierz Press
- Janusz Bukowski
- Włodzimierz Bednarski – Profesor Bacterio
- Małgorzata Drozd – Ofelia
- Mirosława Krajewska – Babcia
- Arkadiusz Jakubik
- Leopold Matuszczak
- Jacek Kawalec
- Paweł Szczesny
- Jarosław Boberek
- Jacek Bursztynowicz
- Mirosław Wieprzewski
- Stanisław Biczysko
- Katarzyna Skolimowska
- Zbigniew Konopka
- Janusz Wituch
- Elżbieta Gaertner – Królowa Elżbieta
- Marek Frąckowiak
- Zofia Gładyszewska
- Wojciech Machnicki
- Edward Dargiewicz